# Kostel Narození Panny Marie (Trutnov)
Arciděkanský kostel Narození Panny Marie je barokní sakrální stavba poblíž Krakonošova náměstí vedle někdejšího zámku, nyní muzea, v Trutnově. Kostel leží v katastrálním území Trutnov na stavební parcele 105, vlastníkem je Římskokatolická farnost - arciděkanství Trutnov I. Kostel je dostupný ulicí Školní, Kostelní a Farskou, z ulice Vodní vede ke kostelu stezka.

## Historie

### Počátky kostela
Počátky trutnovského hlavního kostela, spadají do období založení města. Pražský biskup Jan III. z Dražic ve své listině z 1. května 1260 vymezil hranice farnosti. Tato farnost zahrnovala kromě Nové Úpy (Trutnova) také osady Úpu první (Staré město), Humburky, Vojší Starou Ves, Poříčí, Ostrožnici, Voletiny, Lysou, Debrné, Brusnici a Libeč.

### Reformační období

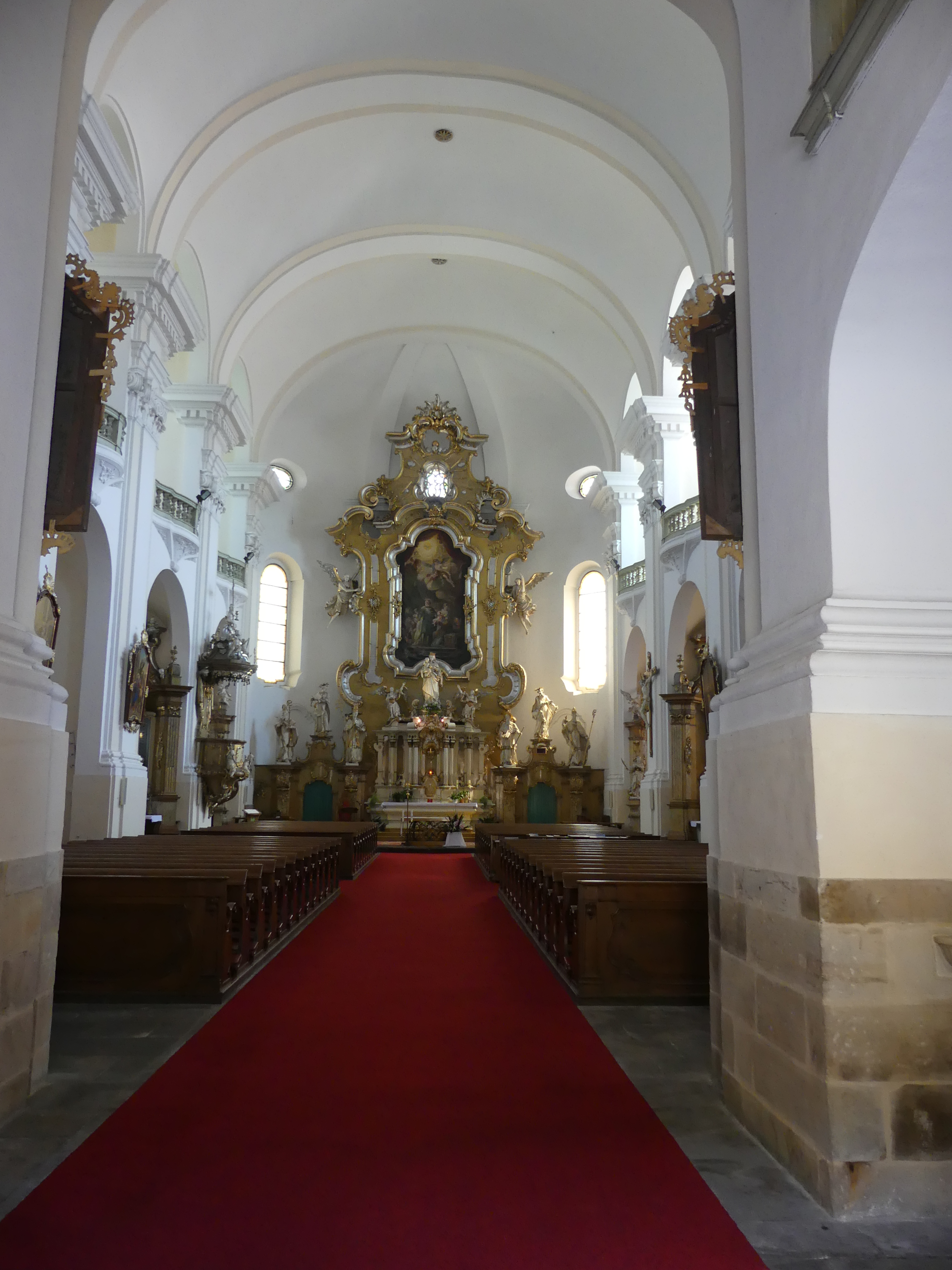
Kostel Narození Panny Marie, interiér

Trutnovskou faru obsluhovali až do roku 1521 řádoví bratři zderavského kláštera v Nise. V předhusitské době se zde připomíná knihovna s 50 latinskými rukopisnými knihami. Roku 1421, kdy byl Trutnov dobyt husity, byly knihy s bohoslužebným náčiním převezeny do slezské Nisy.
Roku 1505 prošel kostel přestavbou. V roce 1508 byl v kostele postaven oltář svatého Vavřince (po 74 letech byl oltář prodán). Roku 1521 byla dostavěna špice kostelní věže, zakončená měděnou pozlacenou hlavicí s hvězdou a andělem.

### Barokní období
V průběhu 2. slezské války původní gotický kostel zcela vyhořel. Současná podoba v pozdně barokním slohu s prvky klasicistními a rokokovými vznikala v z letech 1756–1782 podle návrhu Leopolda Niedereckera. Je charakteristická svou 63 m vysokou věží s cibulovitým zakončením. Ve spodní části této věže se nachází hlavní vchod. Interiér tvoří klasicistní hala. Do prostoru mezi mohutnými pilíři jsou umístěny boční oltáře. Hlavní oltář je z roku 1784. Oltář zachycuje narození Panny Marie a zdobí jej sochy apoštolů sv. Petra a sv. Pavla a čtyř církevních otců sv. Řehoře, sv. Ambrože, sv. Augustina a sv. Jeronýma. Nynější varhany z roku 1910 jsou dílem Jindřicha Schiffnera z Prahy a mají 3000 píšťal. Nynější zvony byly na věž vyzdviženy 30. srpna 1991 a nesou označení Maria (850 kg), Václav (320 kg), Ludmila (220 kg) a Josef (65 kg) a opraven byl i starý zvon Vojtěch.

### Současnost
V bývalé sakristii byla koncem 20. století zřízena kaple, která za místního arciděkana Mons. ThLic. Mirosława Michalaka byla biskupem Dominikem Dukou na svátek Božího Milosrdenství vysvěcena. A od této doby je zasvěcená právě Božímu Milosrdenství. Během zimního období (od října do konce května) zde se ve všední dny konají bohoslužby.